# Condado de Limestone (Alabama)

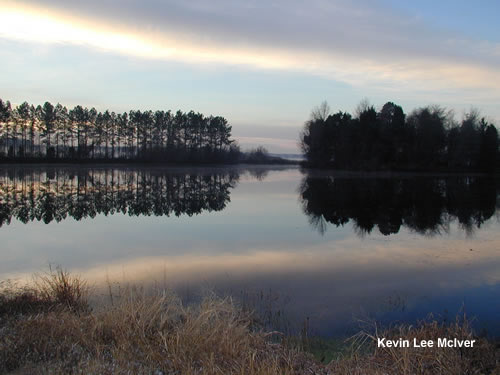
Vista en el refugio nacional de vida salvaje de Wheeler.

El condado de Limestone (en inglés: Limestone County), es un condado del estado estadounidense de Alabama que fue fundado en 1818 y su nombre se le por el arroyo llamado Limestone Creek. En el año 2000 tenía una población de 65 676 habitantes con una densidad de población de 18 personas por km². La sede del condado es Athens.

## Geografía
Según la oficina del censo el condado tiene una superficie total de 1572 km² (606,9 mi²), de los que 1471 km² (567,9536679537 mi²) son tierra y 101 km² (39,0 mi²) (6,43%) son agua.

### Ríos
- Río Tennessee
- Río Elk

### Condados adyacentes
- Condado de Giles - norte
- Condado de Lincoln - noreste
- Condado de Madison - este
- Condado de Morgan - sureste
- Condado de Lawrence - suroeste
- Condado de Lauderdale - oeste

### Principales carreteras y autopistas
- Interestatal 65
- Interestatal 565
- U.S. Autopista 31
- U.S. Autopista 72
- Carretera estatal 99

### Transporte por ferrocarril
Las compañía que disponen de servicio son:
- Norfolk Southern Railway
- CSX Transportation

## Demografía
Según el 2000 la renta per cápita media de los habitantes del condado era de 37 405 dólares y el ingreso medio de una familia era de 45 146 dólares. En el año 2000 los hombres tenían unos ingresos anuales 35 743 dólares frente a los 23 389 dólares que percibían las mujeres. El ingreso por habitante era de 17 782 dólares y alrededor de un 12,30% de la población estaba bajo el umbral de pobreza nacional.

## Ciudades y pueblos
- Ardmore
- Athens
- Belle Mina
- Decatur (de modo parcial)
- Elkmont
- Huntsville (de modo parcial)
- Lester
- Madison (de modo parcial)
- Mooresville
- Tanner

## Espacios protegidos
Dispone de parte del Wheeler National Wildlife Refuge que está gestionado junto con los condados de Madison y Morgan y se encuentra en la ribera del río Tennessee y tiene una extensión de 142 km².